# Hache d'Arkalochori
La hache d'Arkalochori est une double-hache votive minoenne du IIe millénaire av. J.-C. Elle fut découverte par Spyridon Marinatos en 1934 dans une grotte à Arkalochori qui servait de lieu de culte pendant la période minoenne.

Cette hache porte une inscription composée de quinze symboles. Ces symboles que l'on a pensé être du linéaire A ont également souvent été rapprochés du Disque de Phaistos dont la ressemblance des symboles est étonnante. Mais certains chercheurs comme Glanville Price ou Louis Godart estiment désormais que ces symboles ne sont qu'une pseudo-inscription, c'est-à-dire une simple imitation de caractères en linéaire A juxtaposés les uns à côté des autres sans souci de signification particulière.
Cette hache est selon toute vraisemblance un objet minoen, fabriqué en Crète.  Des haches similaires sont souvent représentées dans les peintures minoennes et mycéniennes. Par exemple, sur les fresques du sarcophage d'Aghia Triada, des double-haches votives sont enchâssés sur des hastes en bois.
La hache d'Arkalochori est exposée au musée archéologique d'Héraklion.

## L'inscription

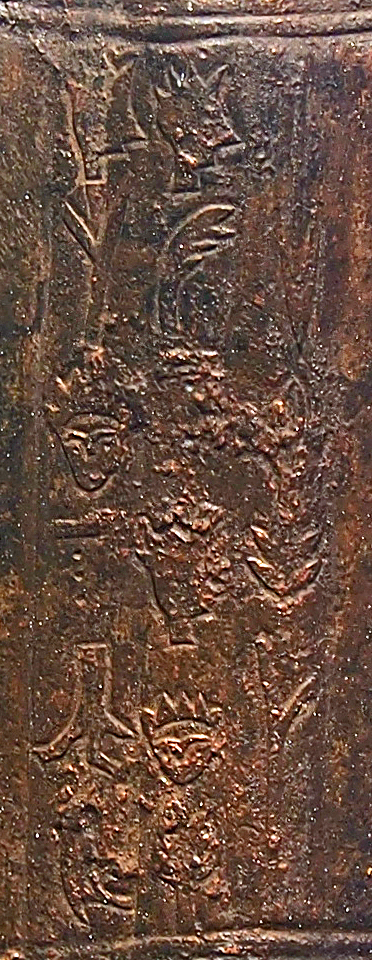
Détail de la zone inscrite

L'inscription est composée de quinze signes, dont dix différents disposés sur trois colonnes. L'auteur de l'inscription a manifestement écrit son texte de haut en bas. L'inscription débuterait en haut à gauche pour finir en bas à droite. Trois des signes de la colonne 1 (la tête vue de profil, la tête vue de face et le signe composé de trois points disposés verticalement) se retrouvent dans la colonne 2. Ils sont sensiblement dessinés de manière identique, même si la figure humaine vue de face a la bouche dessinée dans la colonne 2 alors qu'elle ne l'a pas dans la colonne 1. Quant au signe fait de trois points verticaux, il est surmonté de deux traits horizontaux dans la colonne 2, et d'un seul trait dans la première colonne. Le second signe de la colonne 1 et le dernier signe de la colonne 3 sont également identiques, si ce n'est qu'il ne sont pas orientés dans la même direction.
Certains signes attestés sur la hache se retrouvent dans le linéaire A ou B.  Cependant, on ne peut pas dire que les signes de la hache soient suffisamment significatifs pour les associer définitivement à l'une ou l'autre écriture, car des signes comme le tronc avec rameau, la branche de palmier, l'arbre ou la lance peuvent être attestés dans de nombreuses écritures dans le monde. À l'inverse, les deux figures humaines ne se retrouvent dans aucune écriture minoenne. Louis Godart n'hésite pas à parler d'une œuvre effectuée par un minoen analphabète qui n'aurait fait qu'essayer de copier des caractères en linéaire A sans pouvoir donner une signification réelle à l'ensemble
| 1re colonne | 2e colonne | 3e colonne |
| ----------- | ---------- | ---------- |
| 10          | 04         | 01         |
| 11          | 05         |            |
| 08          | 06         | 02         |
| 13          | 07         |            |
| 14          | 08         | 03         |
| 15          | 09         |            |

Comparaison des symboles de la hache avec le linéaire A et avec les signes du disque de Phaistos
| №  | Signe | Commentaire | Linéaire A  | Disque de Phaistos |
| 01 | 01    |             | A 304 KA ?? |                    |
| 02 | 02    |             | AB28 I      | D39                |
| 03 | 03    |             | AB01 DA     |                    |
| 04 | 04    |             |             | D02                |
| 05 | 05    |             |             |                    |
| 06 | 06    |             | AB05 TO ??  |                    |
| 07 | 07    | cf. 04      |             | D02                |
| 08 | 08    |             | AB80 MA     |                    |
| 09 | 09    |             | AB04 TE ?   | D35                |
| 10 | 10    | cf. 04      |             | D02                |
| 11 | 11    |             | AB31 SA ??  | D19                |
| 12 | 08    | cf. 08      | AB80 MA     |                    |
| 13 | 13    |             | AB06 NA ??  | D23                |
| 14 | 14    | Racinet?    |             |                    |
| 15 | 15    |             | A338 ?      |                    |